# Учебная миссия
Учебная ми́ссия или туто́риал (англ. tutorial) — в компьютерных играх обычно необязательная для прохождения миссия, предназначенная для ознакомления начинающего игрока с игровым процессом. Известна также под названием нулевая миссия. Учебные миссии также посвящают игрока в основной сюжет игры, рассказывая о предшествующих всей кампании событиях. Может служить завязкой сюжета или быть сюжетно не связанной с последующими миссиями.
Нулевая миссия может быть реализована различными способами. Так, в StarCraft она являлась первой, но необязательной — игрок мог пропустить её нажатием одной кнопки. В Command & Conquer: Red Alert 2 учебной являлась целая отдельная кампания. В Call of Duty: Modern Warfare обучающий процесс был органично встроен в игровой сеттинг, не только ознакомляя игрока с геймплеем, но и собирая данные о его навыке для определения рекомендуемой сложности.
Для шутеров учебные миссии обычно представляют комбинацию заданий «Покрутить мышью — подвигаться с помощью кнопок управления — прыгнуть — присесть — ускорить движение — стрелять — прицелиться — бросить гранату — испробовать другие игровые механики (если есть)». В платформерах же, например, обучение может длиться всю игру, постепенно пополняясь новыми механиками, однако начальными заданиями обычно являются «Подвигаться с помощью кнопок управления — прыгнуть — атаковать». В гоночных автосимуляторах обучение не всегда происходит именно в формате миссии, чаще всего ограничиваясь подсказками, появляющимися во время игры и направляющими игрока на дальнейшее возможное действие («Использовать газ/тормоз — повернуть направо/налево — использовать ускорение — использовать ручной тормоз»).